# سابنا
سابنا (بالبوسنوية: Sapna)‏، (بالكرواتية: Sapna) (بالسيريلية:Сапна) هي مدينة وبلدية في البوسنة والهرسك تقع في كانتون توزلا في اتحاد البوسنة والهرسك. طبقا لنتائج تعداد البوسنة عام 2013، فقد بلغ عدد سكان المدينة 2,073 نسمة بينما بلغ إجمالي سكان المنطقة الحضرية 12,136 نسمة.

## الجغرافيا
تقع بلدية سابنا في شمال شرق البوسنة والهرسك. وهي تقع على المنحدرات الشرقية للجبال مايفيتسا ونهر سابنا وروافده. المنطقة جبلية عموما، وحوالي 51,32% من أراضيها مغطاة بالغابات.
تقع سابنا على حدود زفورنيك ولوبار (في جمهورية صرب البوسنة) وكاليسيا وتيوتشاك (في اتحاد البوسنة والهرسك).

## المناخ
مناخ بلدية سابنا مناخ قاري معتدل، ومتوسط درجة الحرارة السنوي حوالي 10 °C مع احتمال أن تصل درجة الحرارة العظمى إلى 40 °C ودرجة الحرارة الصغرى يمكن أن تنخفض إلى -15 أو −20 °C. متوسط هطول الأمطار هو 964 ملم وتكون ذروة هطول في الفترة من أبريل إلى مايو. الرياح السائدة هي شمالية غربية.

## التاريخ
كانت سابنا منطقة مأهولة بالسكان منذ العصور الأولى.[متى؟] في العصور الوسطى، كانت سابنا طريق عبور هاما بين مدينتي زفورنيك وتيوشاك. عند دخول العثمانيين المنطقة وضعت تحت وحدة إدارية تسمى زفورنيك سنجق، التي تم إنشاؤها بين عام 1478 وعام 1483. خلال الحكم النمساوي-المجري كانت جزءا من زفورنيك كوتار، وفي أوائل يوغوسلافيا كانت جزءا من زفورنيك سريز.
قبل حرب البوسنة كانت سابنا جزءا من زفورنيك. ولكن نتيجة اتفاق دايتون انقسمت زفورنيك بين كيانين، اتحاد البوسنة والهرسك وجمهورية صرب البوسنة، لذلك أصبحت سابنا بلدية تتألف من جزء من بلدية زفورنيك التي بقيت في اتحاد البوسنة والهرسك. تأسست بلدية سابنا رسميا في 18 مارس 1998 على أجزاء من بلدية زفورنيك.

## التركيبة السكانية

### التطور التاريخي للسكان
| السنة  | 1991  | 2013  |
| ------ | ----- | ----- |
| السكان | 13500 | 12136 |

### توزيع السكان حسب الجنسية (1991)
في عام 1991 كان عدد سكانها 13,500 نسمة عدد السكان الذين يعيشون على إقليم هذه البلدية من سابنا كان على النحو التالي:

## وصلات خارجية
- (بالبوسنوية) الموقع الرسمي
- (بالإنجليزية) Maplandia